# Inge Schulz
Inge Schulz (* 9. Juli 1923 in Zeitz; † 28. Februar 2014) war eine deutsche Schauspielerin, Hörspiel- und Synchronsprecherin. 

## Leben
Sie spielte in Fernsehproduktionen wie Lilli Lottofee, Sie schreiben mit, Die schnelle Gerdi, Siska, Derrick, Der Alte, Polizeiinspektion 1, aber auch in Kinofilmen wie Das Brot des Bäckers und Alarm auf Station III. 
Inge Schulz ist besonders durch ihre Rollen in Kinder- und Jugendserien bekannt. Sie lieh ihre Stimme der Ylva in Wickie und die starken Männer, der Rüsselkäferfrau in Die Biene Maja sowie diversen Rollen in der Serie Futurama, welche allesamt im Original von Tress MacNeille gesprochen werden. Daneben synchronisierte sie auch reale Schauspielerinnen wie Kathleen Freeman, Carol Channing und April Kent (in Die unglaubliche Geschichte des Mr. C.) sowie die Mrs. Walthers in der Serie Mord unter 6 Augen.
Als Hörspielsprecherin war sie unter anderem 1959 in dem einzigen Paul-Temple-Hörspiel des Bayerischen Rundfunks zu hören, nämlich in Paul Temple und der Conrad-Fall sowie in einigen Rollen bei Meister Eder und sein Pumuckl.
Ende Februar 2014 verstarb Inge Schulz im Alter von 90 Jahren.